# Claudia de la Cruz
Claudia de la Cruz (nascuda 1980/1981) és una organitzadora comunitària i activista estatunidenca d'extrema esquerra. Va ser la candidata del Partit pel Socialisme i l'Alliberament a la  presidència dels Estats Units a les eleccions de 2024.

## Primers anys i educació
De la Cruz va néixer al sud del Bronx d'immigrants de la República Dominicana. Va assistir al Theodore Roosevelt High School, on es va graduar el 1997. Una visita a Cuba a 17 anys va inspirar la seva oposició a l'imperialisme.
El 2001, De la Cruz va obtenir una llicenciatura en psicologia forense al John Jay College of Criminal Justice. El 2007, va obtenir un màster en treball social a la Universitat de Colúmbia i un màster en divinitat al Union Theological Seminary.

## Carrera i activisme
A la Universitat de la Ciutat de Nova York, De la Cruz va coordinar un grup d'adolescents per estudiar els moviments de resistència i van organitzar una marxa contra la guerra de l'Iraq de 2003. El 2004, va fundar Da Urban Butterflies (DUB), un grup de lideratge amb seu a Washington Heights per a adolescents i dones joves d'ascendència dominicana i porto-riquenya. El nom "Butterflies" (lit. ‘Papallones’) homenatjava les tres germanes Mirabal, que van ser assassinades el novembre de 1960 per oposar-se a la dictadura de Rafael Trujillo.
De la Cruz va assistir i més tard va servir com a pastora de l'església de Santo Romero de Las Américas, una congregació de l'Església Unida de Crist a la ciutat de Nova York. Ella veia aquella església important per a la seva "formació social i política", i "volia fer organització comunitària des d'una perspectiva basada en la fe".
De la Cruz va ser codirectora executiva del People's Forum, una organització activista de la ciutat de Nova York que va cofundar. Amb el People's Forum, va participar en nombroses protestes propalestines, inclòs l'acte "Shut Down Wall Street" durant la guerra entre Israel i Gaza de 2023.

## Campanya presidencial de 2024
De la Cruz va anunciar la seva campanya presidencial el 7 de setembre de 2023. Ella i Karina Garcia formaven el tàndem presidencial del Partit pel Socialisme i l'Alliberament (PSL), un partit marxista-leninista, a les eleccions presidencials dels Estats Units de 2024. El seu programa de política socialista incloïa la promesa de donar suport a la reparació dels negres americans, instituir un sistema sanitari d'un sol pagador, acabar amb tota l'ajuda dels EUA a Israel, perdonar tots els deutes dels préstecs estudiantils, reconèixer plenament la sobirania dels nadius americans i honrar els drets dels tractats, retallar el pressupost militar dels EUA en un 90%, controlar les 100 empreses més grans, ampliar el transport públic i utilitzar els impostos per eliminar multimilionaris.
El 28 de gener de 2024, Claudia De la Cruz i Karina Garcia van celebrar el seu primer acte de campanya en persona a Newark (Nova Jersey). El 29 de febrer de 2024, De la Cruz va participar en un debat de candidats presidencials organitzat per la Free & Equal Elections Foundation, juntament amb els candidats del Partit Verd Jill Stein i Jasmine Sherman i els candidats del Partit Llibertari Chase Oliver i Lars Mapstead.
El març de 2024, el Partit dels Treballadors de Carolina del Sud va votar per situar De la Cruz i Garcia a la votació estatal per a presidenta i vicepresidenta. El juny de 2024, De la Cruz va pronunciar un discurs en una protesta pro-Palestina que va envoltar la Casa Blanca.
El 2024, els demòcrates van estar treballant per mantenir Claudia De la Cruz juntament amb altres tercers candidats com Cornel West fora de les urnes, mentre que els republicans van intervenir per mantenir De la Cruz i West a la votació.